# 東海宜誠
東海宜誠（1892年8月2日—1988年）是日本愛知縣出身的臨濟宗妙心寺派僧人，俗名土井喜一，台灣日治時代來台弘法，精通台語，致力於布教，也從事社會事業。

## 略歷
明治30年（1897年），在岐阜縣高野的永昌寺得度出家。大正4年（1915年），渡台，在台北臨濟護國禪寺駐在開教。決心長留台灣，勤學台語。大正8年（1919年），成為臨濟寺開山梅山玄秀之法嗣，任臨濟寺副住職。同年，拜命為大本山開教使。大正12年（1923年），得台灣總督府許可，由地方人士李榮等人寄付，在高雄創建龍泉寺，任首任住持，並擴大在南部的布教事業。
在社會事業方面，昭和2年（1927年），主導臨濟宗南部聯絡寺院齋堂，成立「佛教慈濟團」，舉行慈善托缽，受林迦等人支持。昭和4年（1929年），在高雄鹽埕町成立「佛教慈愛院」，期透過醫療傳播佛法。此外，也在轄下寺廟設立保育園，以教化兒童。戰後高屏地區的齋堂，設有幼稚園，即受此影響。
戰後，引揚返日。1997年，東海宜誠之高徒東海亮道感念其曾在台灣布教的恩師，促成了「台灣三十三觀音靈場」的創設。 

## 脚注
1. ↑  江燦騰，日治時期高雄佛教發展與東海宜誠，2003年